# Текле Багратіоні
Теклі Іракліївна Багратіоні або Багратіон-Грузинська (груз. თეკლე 1776 рік, Картлі-Кахетинське царство — 11 березень 1846 Тбілісі, Російська імперія) — представниця династії Багратіонів, Картлі-Кахетинська царівна. У шлюбі княгиня Орбеліані. Грузинська поетеса, письменниця та політична діячка. Мати грузинських поетів Олександра і Вахтанга Орбеліані.

## Біографія
Народилася в 1776 році в родині картлі-кахетинського царя Іраклія II і його третьої дружини Дареджан Дадіані. Вона була улюбленою дочкою батька, який за бійцівський характер називав її «Текле-хлопчисько» (груз. თეკლე-ბიჭი). 7 вересня 1800 року царівна вступила в шлюб з князем Вахтангом Орбеліані (1769-1.03.1812), Моураві Сагареджо, в шлюбі з яким народила чотирьох синів: Александр (3.05.1801 — 9.12.1869), Ніколоз (народ. і пом. 1803), Дімітрій (1806—1882), Вахтанг (5.04.1812 — 29.09.1890).
На відміну від інших членів царської сім'ї, Текле була насильно вивезена з Картлі-Кахеті російською владою, після анексії царства в 1801 році. Вона була удостоєна Малого хреста ордена Святої Катерини. Доля сім'ї самої Текле відбила неоднозначну ситуацію, в якій виявилося місцеве дворянство з встановленням в Картлі-Кахеті російського правління. Її чоловік, князь Вахтанг Орбеліані, пішов на службу в російську армію в званні полковника і був убитий в боях проти грузинських повстанців в Кахеті в березні 1812 року. А Текле, яка, як і сестри-царівни Маріам і Кетеван, була поетесою, писала вірші, наповнені тугою і плачем за втраченим царством. Серед кількох збережених віршів є її реакція на відчай сестри «У відповідь царівні Кетеван» (груз. პასუხად ქეთევან ბატონიშვილს პასუხად ქეთევან ბატონიშვილს).
У 1832 році будинок сім'ї Теклі Багратіоні в Тбілісі став місцем зустрічей грузинських дворян та інтелігентів, незадоволених російським правлінням. Плановане повстання, спрямоване на відновлення незалежного грузинського царства, було розкрите через зраду, а змовники були схоплені поліцією. Текле Бігратіоні розділила зі своїми синами долю вигнанниці в Калузі, де жила з 11 жовтня 1834 по 6 травня 1835 року. Після цього їй дозволили повернутися в Тбілісі, де вона жила до самої смерті, 11 березня 1846 року. Царівну поховали в соборі Свєтіцховелі, в Мцхеті.